# Вельферсгайм
Вельферсгайм (нім. Wölfersheim) — сільська громада в Німеччині, знаходиться в землі Гессен. Підпорядковується адміністративному округу Дармштадт. Входить до складу району Веттерау.
Площа — 43,15 км2. Населення становить 9795 ос. (станом на 31 грудня 2020).

## Географії

### Адміністративний поділ
Громада  складається з 5 районів:
- Вельферсгайм
- Зедель
- Мельбах
- Берштадт
- Вонбах